# Tracey McCall
Pour les articles homonymes, voir McCall.
Tracey McCall, née le 20 juillet 1981, à Toledo (Ohio), est une actrice américaine.

## Biographie
Elle a grandi dans une petite ville sur le Lac Érié, LaSalle, Michigan. Ses parents, s'appellent Tommy et Vickie, sa sœur, Molly. Elle habite avec cette dernière à Los Angeles.
C'est assez tôt qu'elle a commencé à se produire en chantant, dansant et comme actrice. Elle goûte à la célébrité en gagnant le concours "No Excuses Jeans", à l'occasion de quoi elle remporte le prix parmi 5000 filles des USA ! "No Excuses" l'a amenée à New York pour quelques photos, une récompense de $10000, et des images d'elle dans divers magazines et publicités.
Elle finit ses études à l'Université de l'État du Michigan, avec un BA de communication des arts et des sciences et une option théâtre et danse.
Elle se lance ensuite dans la carrière d'actrice à Denver, Colorado : elle y participe à 3 films, une émission TV, une publicité locale, une documentation industrielle, un défilé de modèles, et des spectacles de danse... le tout en 10 mois.
Arrivée à Los Angeles, elle se trouve un agent dans la firme Abrams Artists Agency. Elle participe à "Not Another Teen Movie" de Joel Gallen. Elle décroche des participations à des publicités pour 'Taco Bell', 'McDonalds' et 'Lowes Home Depot', cette dernière sous la direction de Nick Cassavetes.
Elle participe aussi à quelques films indépendants.
Dans diverses séries, elle est invitée pour participer aux épisodes pilotes, mais n'est pas retenue.
Elle a enfin un second rôle dans "Single White Female 2: The Psycho".
Elle a une voix rauque inimitable qui la fait employer à la radio ou dans des films réclamant ce type de voix en doublage (par exemple "Goodbye" & "Two" de Zach Horton).
Elle est aussi danseuse, et se produit à Venice, (CA) dans "American Apparel" avec le groupe "the Birds".
Elle chante enfin dans un groupe de punk-rock, "the Knuckles & the Knock-outs!".
Elle est à l'affût de ce qui la lancera dans la célébrité.

## Filmographie
- 2000 : "Source Sound Lab" (série télévisée) : danseuse
- 2001 : Sex Academy (Not Another Teen Movie autre titre : Pas encore un film d'ados)
- 2003 : Young MacGyver (téléfilm) : caissière
- 2003 : The Second Degree : Tina
- 2004 : Ce que j'aime chez toi ("What I Like About You" série télévisée)
  - épisode : Your Cheatin' Heart (2004) : Thyler
  - épisode : Val and Holly's Not Boyfriends (2004) : Thyler
- 2005 : "Gilmore Girls" (série télévisée) épisode : But I'm a Gilmore! (2005) : May
- 2005 : J.F. partagerait appartement 2 : The Psycho (Single White Female 2: The Psycho) : Lacey
- 2006 : You Are Here (2006) : la serveuse allumeuse